# Premi al millor shonen del Saló del Manga de Barcelona
El premi al millor shonen del Saló del Manga de Barcelona és un guardó anual concedit per Ficomic durant el Saló de Manga de Barcelona que té per objectiu premiar el millor manga de l'any de gènere shonen publicat a l'estat espanyol. El premi es va concedir per primera vegada el 2008, a la 14a edició del Saló del Manga de Barcelona, i s'ha entregat ininterrompudament des d'aleshores.
El premi no té dotació econòmica i s'atorga per votació popular mitjançant la pàgina web de Ficomic, en la qual tothom hi pot emetre un vot. A les primeres edicions, Ficomic anunciava directament el guanyador de la votació popular. Més endavant, es va introduir un sistema de votació a dues voltes amb el qual de la primera votació en resultava elegida una llista de tres nominats. A la segona votació es determina el guanyador per votació popular.

## Palmarès
| Any                                                      | Títol                                       | Autor                       | Editorial           |
| -------------------------------------------------------- | ------------------------------------------- | --------------------------- | ------------------- |
| 2008                                                     | Death Note                                  | Tsugumi Ohba, Takeshi Obata | Glénat Editions     |
| 2009                                                     | One Piece                                   | Eiichiro Oda                | Planeta DeAgostini  |
| 2010                                                     | Naruto                                      | Masashi Kishimoto           | Glénat Editions     |
| 2011                                                     | Bakuman                                     | Tsugumi Ohba, Takeshi Obata | Norma               |
| 2012                                                     | Fairy Tail                                  | Hiro Mashima                | Norma               |
| 2013                                                     | Shingeki no Kyojin (Attack on Titan)        | Hajime Isayama              | Norma               |
| 2014                                                     | Shingeki no Kyojin (Attack on Titan)        | Hajime Isayama              | Norma               |
| 2015                                                     | A Silent Voice                              | Yoshitoki Oima              | Milky Way Ediciones |
| 2016                                                     | Shigatsu wa Kimi no Uso (Your lie in April) | Naoshi Arakawa              | Milky Way Ediciones |
| 2017                                                     |                                             |                             |                     |
| My Hero Academia                                         | Kōhei Horikoshi                             | Editorial Planeta           |                     |
| Black Butler                                             | Yana Toboso                                 | Norma                       |                     |
| Jojo's Bizarre Adventures: Phantom Blood                 | Hirohiko Araki                              | Ivrea                       |                     |
| 2018                                                     |                                             |                             |                     |
| My Hero Academia                                         | Kōhei Horikoshi                             | Planeta Cómic               |                     |
| Radiant                                                  | Tony Valente                                | Letrablanka Editorial       |                     |
| The Promised Neverland                                   | Kaiu Shirai                                 | Norma                       |                     |
| 2019                                                     |                                             |                             |                     |
| The Promised Neverland                                   | Kaiu Shirai, Posuka Demizu                  | Norma                       |                     |
| Bakemonogatari (Monster Tale)                            | NisiOsiN, Oh! Great, VOFAN                  | Milky Way Ediciones         |                     |
| Guardians de la nit (Kimsetu no Yaiba)                   | Koyoharu Gotouge                            | Norma                       |                     |
| 2020                                                     |                                             |                             |                     |
| Final Fantasy: Lost Stranger                             | Hazuki Minase, Itsuki Kameya                | Norma                       |                     |
| Super Dragon Ball Heroes: Missió al món demoníac obscur! | Akira Toriyama, Yoshitaka Nagayama          | Planeta                     |                     |
| Samurai 8 - La leyenda de Hachimaru                      | Masashi Kishimoto, Akira Okubo              | Planeta                     |                     |
| 2021                                                     |                                             |                             |                     |
| Chainsaw Man                                             | Tatsuki Fujmoto                             | Norma                       |                     |
| Shingeki no Kyojin (Attack on Titan)                     | Hajime Isayama                              | Norma                       |                     |
| Jujutsu Kaisen                                           | Gege Akutami                                | Norma                       |                     |
| 2022                                                     |                                             |                             |                     |
| Spy × Family                                             | Tatsuya Endo                                | Ivrea                       |                     |
| Haikyû!!                                                 | Haruichi Furudate                           | Planeta Cómic               |                     |
| Tokyo Revengers                                          | Ken Wakui                                   | Norma                       |                     |
| 2023                                                     |                                             |                             |                     |
| Jujutsu Kaisen                                           | Gege Akutami                                | Norma                       |                     |
| Haikyû!!                                                 | Haruichi Furudate                           | Planeta Cómic               |                     |
| Spy × Family                                             | Tatsuya Endo                                | Ivrea                       |                     |
| 2024                                                     |                                             |                             |                     |
| Frieren                                                  | Kanehito Yamada / Tsukasa Abe               | Norma                       |                     |
| Dan Da Dan                                               | Yukinobu Tatsu                              | Norma                       |                     |
| Kaiju No. 8                                              | Naoya Matsumoto                             | Planeta Cómic               |                     |